# Tilaka
Nell'induismo, il tilaka (in sanscrito तिलक), noto anche come pundra, è un segno caratteristico posto in genere sulla fronte di un individuo per indicarne l'appartenenza a una specifica tradizione religiosa. Un tilaka rosso è anche adoperato dalle donne per indicarne lo stato coniugale, o da pellegrini in seguito alla visita di un tempio.

## Significato del tilaka

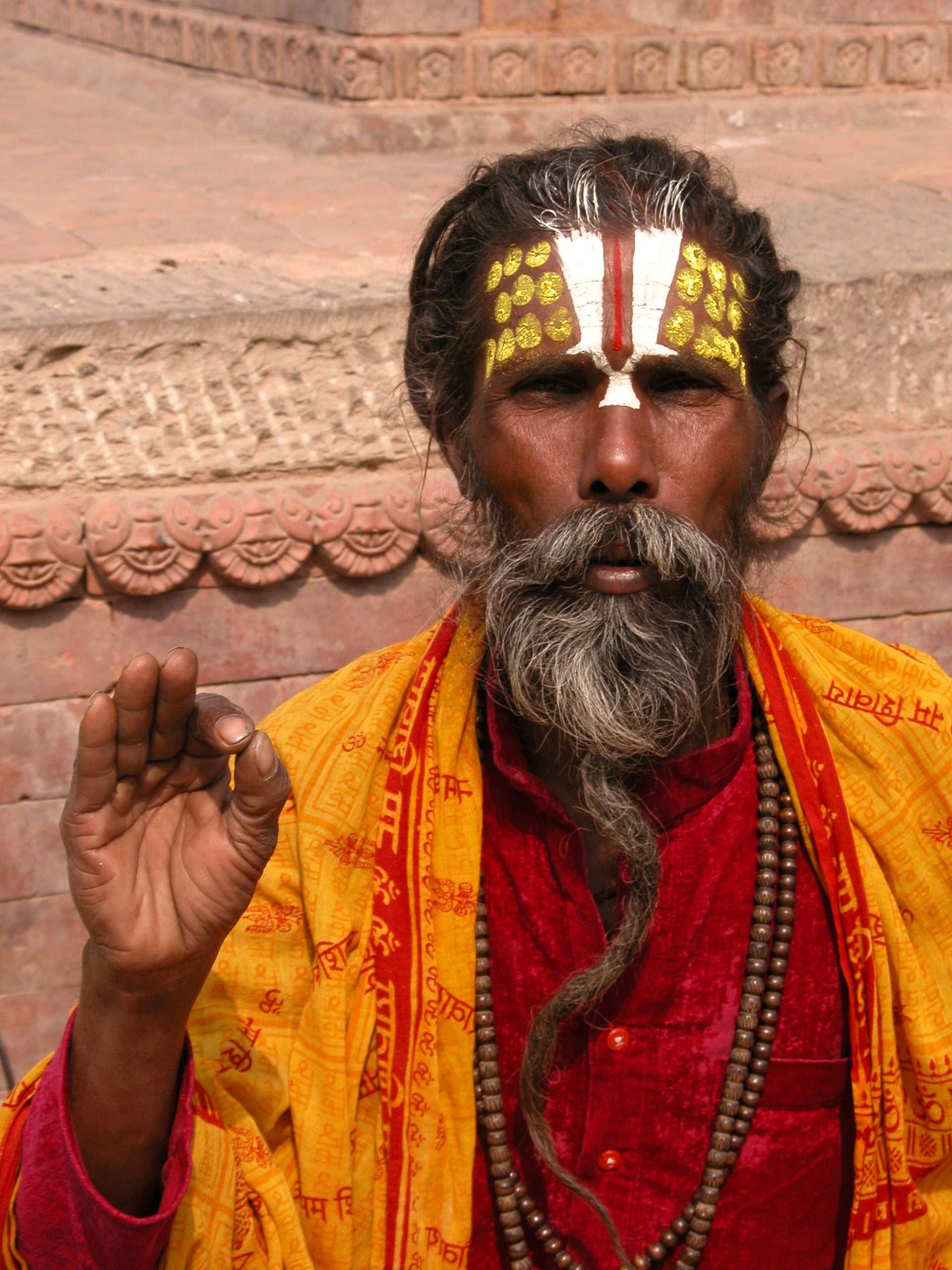
Sādhu con tilaka

Il tilaka ha funzione decorativa e identificativa. Nel caso dei religiosi indù e degli asceti, indica quale tradizione o sampradāya seguono.
Si crede che il tilaka abbia una funzione curativa e protettiva. Le paste applicate per disegnarlo sono considerate "rinfrescanti" e vengono applicate all'ājñācakra, il punto di concentrazione delle energie spirituali al centro della fronte, tra le sopracciglia. Si crede che il tilaka sia fonte di conforto spirituale e protezione da spiriti maligni, sfortuna e forze del male.
Le prime notizie del tilaka compaiono nel Rigveda, un antico inno sanscrito. L'inno racconta la vita della moglie di Sūrya, la dea Uṣā (alba), ritratta con un cerchio rosso in centro alla fronte, simbolo del sole nascente.

## Varietà di tilaka

### Vallabha sampradaya
Nella Vallabha sampradaya viene tracciato sulla fronte un tilaka composto da una singola linea rossa, che rappresenta la dea Yamuna, la consorte di Sri Nathji, la collina Govardhana, la forma di Kṛṣṇa a cui gli appartenenti della Vallabha sampradaya sono particolarmente devoti.

### Madhva sampradaya
La Madhva sampradaya utilizza due linee verticali, che rappresentano i "piedi di loto" di Kṛṣṇa., all'interno delle quali viene tracciata una linea scura, ottenuta con la cenere del fuoco dei sacrifici compiuti quotidianamente dai membri della sampradaya a Nārāyaṇa o a Kṛṣṇa. Un punto giallo viene aggiunto per simboleggiare Lakṣmī o Rādhārāṇī

### Sri Vaishnava
I devoti appartenenti alla tradizione Sri Vaishnava, che si relazionano con Nārāyaṇa attraverso la dea Lakṣmī, tracciano il tilaka con due linee verticali che rappresentano i piedi di Narayana, con una linea rossa in centro che rappresenta Lakṣmī ed una piccola linea sul naso che rappresenta il guru.

### Gaudiya Vaishnava
Nella Gaudiya Vaishnava sampradaya il tilaka viene abitualmente tracciato con dell'argilla proveniente da Vrindavana. Simile al tilaka Madhva, vi sono però delle differenze dovute all'enfasi posta dalla tradizione Gaudiya alla preghiera individuale ed al canto (japa e kirtan). Nella linea di Caitanya Mahaprabhu il Bhakti Yoga è il metodo di liberazione del Kali yuga, da preferire ai sacrifici: per questo motivo non viene utilizzato nel tilaka la linea scura fatta con la cenere del fuoco del sacrificio. Inoltre, il punto rosso dedicato a Radha è sostituito da una foglia stilizzata sul naso, omaggio a Tulasī, la dea in forma di pianta. Il tilaka viene posto in 13 parti del corpo (fronte, braccia, petto, etc.).

### Nimbarka sampradaya
Nella Nimbarka Sampradaya, il tilaka è fatto con la Gopi-Chandana, l'argilla del lago Gopi Kunda a Dwarka (Gujarat), come descritto nella Vasudeva Upaniṣad.